# Association du Poisson volant-Carène
L'association du Poisson volant-Carène (en abrégé VCA pour l'anglais Volans-Carina Association) est une association stellaire proche du plan galactique et située à environ 75-100 parsecs de la Terre. L'association serait âgée d'environ 90 millions d'années.

## Découverte et nom
L'association est d'abord identifiée par Oh et al. en 2017 en tant que groupe 30. Le groupe est confirmé par Faherty et al. en 2018 puis caractérisé par Jonathan Gagné et ses collaborateurs la même année. C'est dans l'article de ces derniers que l'association acquiert son nom d'association du Poisson volant-Carène. L'explication donnée pour ce nom est la suivante : « Les 8 étoiles dans le groupe 30 se situent dans la constellation de la Carène, mais il y a cependant déjà deux associations d'étoiles nommées d'après cette constellation (le groupe mouvant de la Proche-Carène (Carina-Near), Zuckerman et al. 2006, et l'association de la Carène, Torres et al. 2008). Nous montrerons dans ce papier que 6 nouveaux membres potentiels de ce groupe pas identifiés initialement par Oh et al. (2017) se situent dans la constellation du Poisson volant. Nous nous référerons donc au groupe 30 en tant qu'association du Poisson volant-Carène (« VCA » ou « Vol-Car »). ».

## Membres
Oh et al. (2017) ont identifié 8 membres. Gagné et al. 2018 incluent 19 étoiles dans l'association et font de 46 autres étoiles des candidats.